# Day of the Dead: Contagium
Day of the Dead: Contagium ist ein US-amerikanischer Horrorfilm des Regieduos Ana Clavell und James Glenn Dudelson aus dem Jahr 2005. Das Drehbuch zur fortschreitenden Bedrohung durch blutgierige Untote ist eng an George A. Romeros Living Dead-Zyklus angelehnt.
Die mit neun Millionen US-Dollar budgetierte Inszenierung erschien als weltweite Erstveröffentlichung am 11. August 2005 als DVD in Deutschland. In den Vereinigten Staaten kam die Direct-to-Video-Produktion am 18. Oktober 2005 in den Videovertrieb.

## Handlung
Im Jahr 1968 wird in Pennsylvania ein Pilot eines abgestürzten sowjetischen Spionageflugzeugs lebendig geborgen und zusammen mit sieben Metallbehältern aus dem Wrack der Unfallmaschine in ein nahe gelegenes Militärkrankenhaus gebracht. Dort infiziert sich der Überlebende mit einem gasförmigen Stoff, der zuvor aus einer mitgeführten Phiole entwich. Die mysteriöse Substanz lässt den Piloten zu einer aggressiven Bestie, einem Untoten, mutieren. Durch Bisse überträgt er das Virus, so dass binnen weniger Tage das Militärkrankenhaus vollständig von blutgierigen Wesen unterwandert ist. Das US-Militär reagiert, alle Beteiligten werden eliminiert. Die Einrichtung wird vollständig zerstört. Unglücklicherweise geht in diesem Durcheinander eine Probe des Erregers verloren.
In der Gegenwart ist das niedergebrannte Militärhospital eine Nervenheilanstalt. Vier befreundete Patienten, die entlassen werden sollen, finden gemeinsam mit ihrem engagierten Therapeuten Dr. Donwynn jenen verschollenen Metallbehälter. Wenig später wird das versiegelte Fundstück – es ist eine grüne Isolierkanne – vom stets missgelaunten Jackie geöffnet. Ein gasförmiges Virus, das die DNA der Menschen verändert, entweicht. In der Folge mutieren fünf Patienten und Dr. Donwynn zu mächtigen Kreaturen. Die Infizierten verändern sich, ihre Vitalfunktionen setzen aus; zudem entwickeln sie einen sonderbaren Appetit nach rohem Fleisch. Durch Bissattacken wird die Seuche übertragen, die Opfer verkommen dabei zu kannibalistischen Monstern – mit verheerenden Folgen. Zwar versuchen am Ende drei ebenfalls infizierte Personen die beklemmende Situation zu entschärfen, allerdings greift die Seuche schon um sich. In einem düsteren Szenario wird schließlich die Apokalypse eingeläutet.

## Kritiken
Das Lexikon des internationalen Films schrieb, dem „Billig-Horrorfilm“ mangele es trotz blutrünstiger Effekte „an Stil“. Zudem vermittle die Produktion „keine gesellschaftlich-politischen Ambitionen“.